# Ratuszowe Źródło
Ratuszowe Źródło – źródło na Czerwonym Grzbiecie Małołączniaka w polskich Tatrach Zachodnich. Dawniej nazywane było również Ratuszem. Znajduje się we wschodnich stokach tego grzbietu (w Czerwonym Upłazie) na wysokości około 1870 m n.p.m., naprzeciwko i nieco powyżej wierzchołka Wielkiej Turni (1847 m). Woda wypływająca z Ratuszowego Źródła zaraz przy źródle wpada do otworu jaskini Awen w Ratuszu.
Ratuszowe Źródło wypływa zaraz na granicy skał wapiennych (poniżej) i skał krystalicznych przykrywających cały Czerwony Grzbiet aż po sam wierzchołek Małołączniaka (2096 m).